# Septobasidium rameale
Septobasidium rameale är en svampart som först beskrevs av Miles Joseph Berkeley, och fick sitt nu gällande namn av Giacopo Bresàdola 1921. Septobasidium rameale ingår i släktet Septobasidium och familjen Septobasidiaceae.   Inga underarter finns listade i Catalogue of Life.